# Кузьминское сельское поселение (Новгородская область)
Кузьминское сельское поселение — — упразднённое с 12 апреля 2010 года муниципальное образование в Парфинском муниципальном районе Новгородской области России.
Административный центром была деревня Кузьминское.
Территория, на которой находилось сельское поселение, расположена на юге центральной части Новгородской области, к юго-востоку от Парфино. По территории муниципального образования протекают небольшие реки бассейна реки Пола: Ларинка (Лоринка), Чёрная, Возерянка и др.
Кузьминское сельское поселение было образовано в соответствии с законом Новгородской области от 11 ноября 2005 года № 559-ОЗ.

## Населённые пункты
На территории сельского поселения были расположены 6 населённых пунктов — посёлок при станции Беглово и 5 деревень: Беглово, Ключи, Кузьминское, Малый Калинец и Пожалеево.

## Транспорт
По территории прежнего сельского поселения проходят пути Октябрьской железной дороги линии Бологое-Московское — Старая Русса — Дно-1. Есть автодорога в Новую Деревню.